# Neòfit I
Neòfit I (en grec medieval Νεόφυτος Α') va ser patriarca de Constantinoble l'any 1153. Va succeir durant uns mesos al patriarca Teodot II.
Va ser monjo al monestir de la Mare de Déu (Theotokos) Benefactora, després de la mort del seu predecessor. Durant l'any escàs del seu govern que va tenir lloc sota l'emperador Manuel I Comnè, no hi van haver successos importants. Va dimitir del càrrec per seguir amb les seves pràctiques ascètiques.